# Тёплые торговые ряды
Тёплые торговые ряды — ансамбль торговых зданий в Москве, в конце XIX—XX вв. занимавший половину квартала между Ильинкой, Богоявленским и Ветошным переулками. Снесены в 2008 году.
Построен в 1864—1869 годах архитектором Александром Никитиным для московских предпринимателей Азанчевского и Пороховщикова и стал первым отапливаемым торговым помещением в Москве. В комплекс новых торговых рядов вошла церковь Ильи Пророка с приделами, датированная XVI—XVII веком.
После революции 1917 года в Теплых рядах сначала размещались коммуналки, потом государственные конторы. Храм Ильи Пророка был закрыт в 1920-х годах.
В 1996 году началась «реконструкция» Теплых рядов. Был разработан проект устройства на этом месте трехъярусного элитного гаража на 700 машиномест. В 1996 году снесён Главный корпус, выходящий на Ильинку, прежде занимаемый Метростроем. Строение Ильинка, 3/8, 2 утрачено полностью.
Храм Ильи Пророка был передан верующим. Два примыкающих к нему корпуса снесены до основания. Фундамент храма, начавший разрушаться от соседства с котлованом новостройки, был укреплён под руководством инженера-реставратора Г. Б. Бессонова.
По состоянию на 2006 год от первоначального комплекса, кроме храма, остались лишь два здания по Богоявленскому переулку. К 2008 г., несмотря на протесты общественности, было уничтожено 80 % комплекса. Заказчиком сноса являлась фирма «Интеко», принадлежащая жене бывшего (на тот момент действующего) мэра Москвы Ю. М. Лужкова Елене Батуриной, которая предполагала построить на месте комплекса отель. Комплекс  внесён в Красную книгу Архнадзора (электронный каталог объектов недвижимого культурного наследия Москвы, находящихся под угрозой), номинация — запустение.